# Kroksjön (Undenäs socken, Västergötland, 650335-142554)
Kroksjön är en sjö i Karlsborgs kommun i Västergötland och ingår i Motala ströms huvudavrinningsområde.